# Heteronyx quadraticollis
Heteronyx quadraticollis är en skalbaggsart som beskrevs av Blackburn 1890. Heteronyx quadraticollis ingår i släktet Heteronyx och familjen Melolonthidae. Inga underarter finns listade i Catalogue of Life.